# All You Need Is Love
《All You Need Is Love》為英國樂隊披頭四的一首單曲，由約翰·藍儂創作。當時英國廣播公司邀請樂隊為英國寫一首曲，樂隊在1967年6月25日的直播節目Our World中首次唱此曲，當時估計有26個國家4億人收看。歌曲也被收錄在專輯《奇幻之旅》及在電影《黃色潛水艇》中。

## 簡介
樂團經紀人布萊恩·愛普斯坦說：

It was an inspired song and they really wanted to give the world a message. The nice thing about it is that it cannot be misinterpreted. It is a clear message saying that love is everything.

樂團成員希望藉歌曲向世界傳送一個信息，並獲得靈感創作此曲。此曲的信息十分簡單，不會被人誤解：愛是最重要的東西。
記者傑德·萊特說：

Lennon was fascinated by the power of slogans to unite people and never afraid to create art out of propaganda. When asked in 1971 whether songs like "Give Peace a Chance" and "Power to the People" were propaganda songs, he answered: 'Sure. So was All You Need Is Love. I'm a revolutionary artist. My art is dedicated to change. 

藍儂希望以口號的力量來團結人民，不避諱以歌曲作政治宣傳。藍儂在1971年被問及《Give Peace a Chance》、《Power to the People》等歌是否有宣傳用途，他肯定回答：「它們和《All You Need Is Love》也是。我是一名變革的藝術家，藝術創作是要改變（人民的意識）。」
歌曲受廣大民眾歡迎，1967年7月7日在英國發行後佔據榜首三星期，7月17日在美國發行後佔據榜首一星期。
樂團成員在紀錄片 The Beatles Anthology 中接受訪問。他們被問及當初Paul和George不肯定此曲是否為Our World創作的；喬治·馬丁和Ringo則肯定。節目中Paul回答：

I don't think it was written specially for it. But it was one of the songs we had. ... It was certainly tailored to it once we had it. But I've got a feeling it was just one of John's songs that was coming there. We went down to Olympic Studios in Barnes and recorded it and then it became the song they said, 'Ah. This is the one we should use.' I don't actually think it was written for it.

我不認為當初要作這曲便是要用於Our World中，它是我們眾多作品之一...但創作完成後此曲顯得極為適用於節目中。而我認為這曲只是John的其中一個創作。我們到奧林匹克錄音室錄製此曲，人們說：「啊！我們就用這首歌吧。」但我不認為用於節目中是作這曲的原意。

## 結構
此曲運用了混合节拍：雖和聲部分絕大部分皆為
（最後一小節為
），主音部分則為
、
、
、
、
、
、
、
。此曲另一特別的地方是突出的大提琴伴奏，而這種技巧亦不是樂團第一次使用。此曲是G大調，但在主旋律之外附加了不同的和弦，是為樂團常用的襯托技巧。

## 直播
在直播中，各樂隊成員（除了Ringo）均坐在凳上，身旁有一小型交響樂團。不少相熟的支持者均坐在地上，當中有不少為知名明星，他們在最後一同唱此歌直至片段淡出。當時彩色電視並不流行，片段以黑白形式播放，後來為了用於The Beatles Anthology，片段被加上顏色。
但此次演出並不完全是直播，因一段預先錄音被加到片段中，預先錄音包括結他、鼓、交響樂、主唱和唱等等。直播中鼓樂出現少許脫拍，因此Ringo重錄了一遍，而John亦認為當時感到緊張，所以他不滿意當時的表現，他也在單曲發行前重錄了一遍。

## 排行
- 告示牌百強單曲榜：上榜11週、榜首1週[12]
- Cashbox 雜誌：上榜9週、榜首2週[13]

## 參與人員
- John：主唱、和唱、大鍵琴、班卓琴
- Paul：低音吉他、低音提琴、和唱
- George：吉他、小提琴、和唱
- Ringo：鼓、敲擊樂
- 乔治·马丁：鋼琴、編曲、監製